# Antonio Edo Mosquera
Antonio Edo Mosquera, que signava amb el pseudònim Edgar, (València, 1922 - 30 de gener de 2003) va ser un artista faller i historietista valencià, adscrit a l'escola valenciana d'historieta humorística.
Es va iniciar al món faller abans de la guerra, sent represaliat pel caràcter antifeixista de les seues primeres obres a acabar la Guerra Civil Espanyola. A finals dels anys 40 va començar a col·laborar amb l'editorial Valenciana, primer en la revista "Jaimito" i després en "Mariló" i "Pumby". La seua obra més característica és Caperucita Encarnada (1956), la qual va desenvolupar de forma ininterrompuda per a la revista "Pumby" durant vora trenta anys. El seu estil, de trets angulosos, destacava per la seua originalitat dins de la revista. Un any abans, en 1955, havia guanyat el premi al millor cartell de les falles.

## Obra
| Aparició | Títol                    | Publicació | Nombre    |
| -------- | ------------------------ | ---------- | --------- |
| 1955     | Caperucita Encarnada     | "Pumby"    | 1 et seq. |
| 1957     | Don Cipriano Metomentodo | "Jaimito"  | 425       |
| 1957     | Simplicio Panoli         | "Jaimito"  | 425       |